# 4X
Jocurile 4X reprezintă un gen de jocuri video de strategie care sunt caracterizate de patru obiective principale: eXplore (explorare), eXpand (expansiune), eXploit (exploatare) și eXterminate (exterminare). Termenul a fost folosit pentru prima dată în anii '90, dar rădăcinile genului pot fi găsite în jocurile de strategie mai vechi, atât pe tabla de joc, cât și pe computer. Aceste jocuri sunt cunoscute pentru complexitatea lor strategică și adesea implică gestionarea unor imperii vaste, tehnologii, resurse și armate.

## Istoria Jocurilor 4X

### Rădăcinile Timpurii
Primele jocuri de strategie care au prefigurat genul 4X au apărut în anii '80. Printre acestea se numără jocurile de strategie pe tururi, precum "Empire" și "Reach for the Stars". "Civilization" (1991) creat de Sid Meier este adesea creditat ca fiind unul dintre primele și cele mai influente jocuri 4X, punând bazele pentru multe dintre caracteristicile fundamentale ale genului.

### Ascensiunea și Definirea Genului
În anii '90, termenul "4X" a fost popularizat de jurnalistul Alan Emrich într-o recenzie pentru jocul "Master of Orion" (1993). Acest joc a exemplificat perfect cele patru elemente cheie ale genului și a setat un standard pentru jocurile viitoare. "Master of Orion" și "Civilization" au contribuit semnificativ la definirea și popularizarea genului 4X, inspirând numeroase alte jocuri în anii următori.

### Evoluția și Diversificarea
În deceniile următoare, genul 4X a continuat să evolueze și să se diversifice. Jocurile 4X au început să exploreze teme variate, de la fantezie ("Master of Magic") la spațiu ("Galactic Civilizations", "Endless Space") și la medii istorice și contemporane ("Europa Universalis", "Stellaris"). Tehnologia avansată și grafica îmbunătățită au permis dezvoltarea unor jocuri din ce în ce mai complexe și detaliate.

## Caracteristici Fundamentale ale Jocurilor 4X

### Explorare (eXplore)
Explorarea este una dintre primele activități pe care jucătorii le efectuează într-un joc 4X. Hărțile sunt de obicei generate aleatoriu și sunt ascunse la început, ceea ce încurajează jucătorii să trimită unități de explorare pentru a descoperi noi teritorii, resurse și civilizații.

### Expansiune (eXpand)
Pe măsură ce jucătorii explorează lumea jocului, ei trebuie să se extindă prin stabilirea de noi colonii și extinderea influenței lor. Aceasta implică construirea de noi orașe, dezvoltarea infrastructurii și gestionarea resurselor. Expansiunea este esențială pentru creșterea puterii și influenței unui jucător.

### Exploatare (eXploit)
Exploatarea se referă la utilizarea eficientă a resurselor descoperite în timpul explorării și expansiunii. Acest lucru poate include extragerea de resurse naturale, dezvoltarea tehnologiilor și gestionarea economiei. Gestionarea eficientă a resurselor este crucială pentru succesul pe termen lung al unui imperiu.

### Exterminare (eXterminate)
Exterminarea implică confruntarea și, eventual, eliminarea competitorilor. Jocurile 4X includ adesea elemente de război și strategie militară, permițând jucătorilor să-și folosească armatele pentru a cuceri teritoriile inamice sau pentru a se apăra împotriva atacurilor. Diplomatia și alianțele joacă, de asemenea, un rol important în gestionarea relațiilor internaționale.

## Jocuri Notabile 4X

### Seria Sid Meier's Civilization
Seria "Civilization" este una dintre cele mai iconice și de succes serii de jocuri 4X. Lansată pentru prima dată în 1991, seria a evoluat de-a lungul anilor, adăugând noi caracteristici și îmbunătățiri. Fiecare joc din serie permite jucătorilor să conducă o civilizație de la zorii istoriei până în viitorul îndepărtat.

### Seria Master of Orion
"Master of Orion" (1993) este adesea considerat un clasic al genului 4X. Setat într-un univers sci-fi, jocul pune accent pe explorarea și colonizarea spațiului, dezvoltarea tehnologică și războiul galactic. Seria a influențat multe jocuri 4X ulterioare.

### Stellaris
"Stellaris" (2016), dezvoltat de Paradox Interactive, este un joc 4X modern care combină elemente de strategie în timp real cu tradiționala strategie pe tururi. Jocul permite jucătorilor să exploreze și să colonizeze galaxii, să interacționeze cu diverse civilizații extraterestre și să dezvolte imperii spațiale complexe.

### Seria Endless Space
Seria "Endless Space", dezvoltată de Amplitude Studios, este un alt exemplu notabil de jocuri 4X. Jocurile din această serie se concentrează pe explorarea și colonizarea spațiului, oferind jucătorilor un control detaliat asupra civilizațiilor lor și un sistem complex de luptă și gestionare a resurselor.

## Impactul și Viitorul Jocurilor 4X
Genul 4X a avut un impact semnificativ asupra industriei jocurilor video, inspirând numeroase alte jocuri de strategie și influențând designul jocurilor pe scară largă. Complexitatea și adâncimea strategică a jocurilor 4X continuă să atragă jucători care caută o experiență de joc provocatoare și satisfăcătoare.
Viitorul genului 4X pare promițător, cu dezvoltatori care continuă să inoveze și să îmbunătățească formula de bază. Noile tehnologii, cum ar fi inteligența artificială avansată și realitatea virtuală, au potențialul de a transforma și mai mult genul, oferind jucătorilor experiențe și mai imersive și complexe.

## Moștenire
Jocurile 4X reprezintă un gen distinct și fascinant în lumea jocurilor de strategie, oferind jucătorilor oportunitatea de a-și construi și gestiona propriile imperii într-o varietate de medii și contexte. De la explorarea necunoscutului și expansiunea teritorială până la exploatarea resurselor și confruntările militare, jocurile 4X oferă o experiență de joc profundă și complexă, care continuă să evolueze și să captiveze jucătorii din întreaga lume.